# Hippolyte Havel
Hippolyte Havel (1871–1950) era um anarquista tcheco-americano que era conhecido como ativista nos Estados Unidos e fazia parte do círculo radical em torno de Emma Goldman, no início do século XX. Ele havia sido preso quando jovem na Áustria-Hungria por causa de suas atividades políticas, mas foi para Londres. Lá ele conheceu a anarquista Emma Goldman em uma turnê de palestras dos Estados Unidos. Ela fez amizade com ele e ele imigrou para os EUA.
Morou com sua esposa em Greenwich Village, Nova York, um centro de radicais, artistas e escritores. Ele declarou o bairro como "uma zona espiritual da mente".

## História
Nascido e criado no que é hoje a República Tcheca, que na época fazia parte da Áustria-Hungria, Havel se envolveu no movimento anarquista quando jovem. Em sua juventude, ele foi preso pelas autoridades do império por suas atividades anarquistas. Na época, ele foi declarado "insano criminalmente", mas foi declarado sensato pela intervenção de Richard von Krafft-Ebing, um notável psiquiatra austro-alemão. Como resultado, Havel foi transferido do hospício da prisão para uma prisão comum e para a população em geral.
Ele conseguiu fugir para Londres. Em novembro de 1899, ele conheceu a anarquista e ativista americana Emma Goldman, que estava em uma turnê de palestras. Eles viajaram juntos para Paris, França, onde ele a ajudou com os preparativos para o setembro de 1900 Congresso Internacional Anti-Parlamentar.
Havel viajou com Goldman da Europa para os Estados Unidos, entrando como imigrante, e se estabeleceu em Chicago. Por um tempo, ele compartilhou uma residência com ela, e Mary e Abe Isaak, um casal anarquista e sua família. Em setembro de 1901, Goldman, Havel, Isaak e dez outros anarquistas foram presos como suspeitos em conexão com Leon Czolgosz, assassino do presidente William McKinley. Czolgosz disse que se inspirou em um discurso de Goldman. Embora ele insistisse que ela não tinha envolvimento direto em sua ação, Goldman ficou presa pela polícia por duas semanas. Havel e os outros anarquistas foram libertados anteriormente. O assassinato gerou considerável reação anti-anarquista politicamente, e a maioria dos anarquistas negou as ações de Czolgosz.
Havel trabalhou por um tempo em Chicago como editor de várias publicações anarquistas, incluindo o Arbeiter Zeitung, de Chicago, publicado em alemão. Mais tarde, trabalhou como editor em The Revolutionary Almanac (1914) e Revolt (1916). Em algum momento do início de 1900, ele e Goldman se mudaram para Nova York, onde moravam em Greenwich Village, um centro de políticas radicais, artistas e escritores.
Lá, Havel se casou com Polly Holliday, uma anarquista que com ele dirigia um restaurante na Washington Square, em Greenwich Village. Foi frequentado por radicais, artistas e escritores. Havel também pode ter sido amante de Goldman, mesmo depois de se casar com Polly. No final da década de 1910, Havel recebeu Berenice Abbott como sua filha adotiva. Ela se tornou uma fotógrafa notável.
Havel escreveu uma biografia de Emma Goldman e um ensaio introdutório para ela intitulado Anarquismo e Outros Ensaios (1910). Ele também contribuiu com dezenas de artigos e ensaios para periódicos anarquistas, incluindo a revista "Mother Earth", de Goldman. Seu ensaio, "O que é anarquismo?" foi publicado também em 1932. Uma coleção de seus escritos foi publicada pela primeira vez em 2018.
Havel tornou-se amigo nesse período do dramaturgo Eugene O'Neill. O escritor baseou o personagem Hugo Kalmar em The Iceman Cometh, em Havel.
The Yale Hippolytic (or The Hippolytic), uma publicação estudantil de esquerda na Universidade de Yale, recebeu o nome de Havel, para homenagear sua vida de dissidência cosmopolita.

## Obras
- "Harry Kelly: An Appreciation" (1921)
- "What is Anarchism?" (1932)
- Proletarian Days: A Hippolyte Havel Reader, edited by Nathan Jun; Barry Pateman (Introduction); AK Press (2018, paperback) ISBN 978-1849353281